# Дудичи (Дятловский район)
Ду́дичи (бел. Дудзічы) — деревня в Дворецком сельсовете Дятловского района Гродненской области Белоруссии. По переписи населения 2009 года в Дудичах проживало 10 человек. Площадь сельского населённого пункта составляет 19,76 га, протяжённость границ — 2,06 км.

## Этимология
Название деревни образовано от фамилии Дудич, производной от основ «дуда», «дударь».

## География
Дудичи расположены в 17 км к юго-востоку от Дятлово, 158 км от Гродно, 6 км от железнодорожной станции Выгода.

## История
Согласно переписи населения 1897 года Дудичи — деревня в Роготненской волости Слонимского уезда Гродненской губернии (6 домов, 38 жителей). В 1905 году численность населения деревни составила 58 жителей.
В 1921—1939 годах Дудичи находились в составе межвоенной Польской Республики. В 1923 году в Дудичах имелось 4 хозяйства, проживало 18 человек. В сентябре 1939 года Дудичи вошли в состав БССР.
В 1996 году Дудичи входили в состав Роготновского сельсовета и совхоза «Роготно». В деревне насчитывалось 13 хозяйств, проживало 24 человека.
28 августа 2013 года деревня была передана из упразднённого Роготновского в Дворецкий сельсовет.